# Des Plaines
Des Plaines é uma cidade localizada no estado americano de Illinois, no Condado de Cook.

## Demografia
Segundo o censo americano de 2000, a sua população era de 58.720 habitantes.
Em 2006, foi estimada uma população de 57.033, um decréscimo de 1687 (-2.9%).

## Geografia
De acordo com o United States Census Bureau tem uma área de
37,7 km², dos quais 37,4 km² cobertos por terra e 0,3 km² cobertos por água.

## Localidades na vizinhança
O diagrama seguinte representa as localidades num raio de 12 km ao redor de Des Plaines.